# MBC 일일 특별기획 드라마
MBC 일일 특별 기획 드라마는 MBC TV에서 2014년 3월 17일부터 2017년 11월 14일까지 방송했던 연속극 드라마 프로그램이었다.

## 개요
연속극 드라마 형식으로 방송되었다.
《별별 며느리》를 마지막으로 MBC 일일 특별 기획 드라마는 최종 폐지되었다.

## 방송 시간
| 방송 채널 | 방송 기간                          | 방송 시간                                      |
| --------- | ---------------------------------- | ---------------------------------------------- |
| MBC TV    | 2014년 3월 17일 ~ 2017년 7월 28일  | 매주 평일 오후 8시 55분 ~ 오후 9시 30분        |
| MBC TV    | 2017년 7월 31일 ~ 2017년 11월 18일 | 매주 월요일 ~ 토요일 오후 8시 55분 ~ 오후 10시 |

## 프로그램 리스트
- 아래 드라마 프로그램들은 2003년 이전에 제작·방송했으며 부득이하게 일부 장면에서 흡연 장면·담배 소품이 노출될 수 있으며 시청자 여러분들의 양해를 바랍니다.
- 아래 드라마 프로그램들은 2002년 11월 이후 시청 가능 연령을 표시하는 드라마 프로그램 등급 제도를 의무적으로 시행하여 현재까지 이어지고 있습니다.
- 2017년 3월 1일부터 TV 프로그램 등급 표시 외에 주제, 폭력성, 선정성, 언어, 모방 위험 등 분류 사유 표시를 의무적으로 시행하고 있습니다.

### 2010년대
- 《엄마의 정원》 : 2014년 3월 17일 ~ 2014년 9월 18일
- 《압구정 백야》 : 2014년 10월 6일 ~ 2015년 5월 15일
- 《딱 너 같은 딸》 : 2015년 5월 18일 ~ 2016년 11월 6일
- 《아름다운 당신》 : 2015년 11월 9일 ~ 2016년 5월 6일
- 《워킹 맘 육아 대디》 : 2016년 5월 9일 ~ 2016년 11월 11일
- 《황금주머니》 : 2016년 11월 14일 ~ 2017년 6월 1일
- 《별별 며느리》 : 2017년 6월 5일 ~ 2017년 11월 14일 (UHD 특별 기획 드라마로 방송) (해당 프로그램을 마지막으로 MBC 일일 특별 기획 드라마 폐지)

## 경쟁 프로그램
- KBS 1TV 일일 드라마
- KBS 2TV 일일 드라마
- MBC 일일 드라마
- SBS 일일 드라마